# Dionisio de Heraclea (filósofo)
Dionisio de Heraclea (ca. 330 a. C.-250 a. C.) fue un filósofo estoico de Heraclea Póntica. Fue también conocido como Dionisio el Tránsfuga por haber abandonado en su madurez las doctrinas del fundador del estoicismo, Zenón de Citio.

## Vida
No hay muchas noticias sobre este filósofo, solo unas líneas en las Vidas de Diógenes Laercio, y escasas menciones en Ateneo y Cicerón. Sabemos que fue hijo de Teofanto y que nació y residió en Heraclea. Fue discípulo de Heráclides Póntico, de Alexino y de Menedemo, y por fin de Zenón, haciéndose seguidor del estoicismo. Fue amante de las letras y compuso poemas de todo tipo, e imitaba como modelo las obras de Arato.
Sufrió una enfermedad en los ojos que le produjo intensos dolores y que le llevó a cambiar de filosofía. No podía aceptar la austera doctrina estoica que le pedía ser fuerte y sobrellevar el dolor, y proclamó que el dolor era un auténtico mal y que había que evitarlo.
En consecuencia, Dionisio adoptó la doctrina hedonista de que el placer es el bien supremo, y se hizo simpatizante de la escuela cirenaica, según Laercio, o de la escuela epicúrea, según Ateneo. La practicó abandonándose a los placeres abiertamente, visitando tugurios y prostíbulos. Decidió acabar con su vida a los ochenta años, dejándose morir de hambre.

## Una anécdota
Diógenes Laercio, entre los escasos datos que proporciona sobre Dionisio, nos aporta la siguiente anécdota: Dionisio escribió un drama llamado Partenopeo y, para confundir a Heráclides Póntico, lo presentó como escrito por Sófocles. Heráclides lo creyó, y citó algunos fragmentos como si fueran de Sófocles. Dionisio le confesó entonces que él era el autor, y Heráclides no lo creyó. Le pidió entonces que leyera el acróstico (las primeras letras de un pasaje): en él ponía «Páncalo», el nombre del enamorado de Dionisio. Heráclides no se convenció, contestando que eso era una mera casualidad. Dionisio le pidió que encontrara más adelante en el texto lo siguiente: «Un viejo mono no se caza con trampa. Sí se atrapa, solo hace falta tiempo». Y más allá: «Heráclides no sabe de letras». Y Heráclides se avergonzó.

## Escritos
Diógenes Laercio nos proporciona una lista de obras de Dionisio, de las que ninguna se ha conservado:
- Περὶ ἀπαθείας – Sobre la impasibilidad, dos libros.
- Περὶ ἀσκήσεως – Sobre el ejercicio, dos libros.
- Περὶ ἡδονῆς – Sobre el placer, cuatro libros.
- Περὶ πλούτου καὶ χάριτος καὶ τιμωρίας – Sobre la riqueza, el agradecimiento y la venganza.
- Περὶ ἀνθρώπων χρήσεως – Sobre las relaciones del hombre.
- Περὶ εὐτυχίας – Sobre la prosperidad.
- Περὶ ἀρχαίων βασιλέων – Sobre los antiguos reyes.
- Περὶ τῶν ἐπαινουμένων – Sobre los que reciben elogios.
- Περὶ βαρβαρικῶν ἐθῶν – Sobre las costumbres de los bárbaros.